# Lukas Pallitsch
Lukas Pallitsch (* 31. August 1985 in Eisenstadt) ist ein ehemaliger österreichischer Mittelstreckenläufer, Pädagoge und Autor.

## Leben
Lukas Pallitsch wurde am 31. August 1985 in Eisenstadt geboren, seine Heimatgemeinde ist Oggau. 2012 nahm er bei den Cross-Weltmeisterschaften der Studenten teil, gestartet war er bei dem Bewerb für „Laufimpuls Oggau“. Pallitsch gewann mehrere nationale Meistertitel. 2013 scheiterte er knapp an der Qualifikation für die Halleneuropameisterschaften, gewann jedoch souverän den Staatsmeistertitel über 3000 Meter im Wiener Dusika Stadion. Nach 13 Jahren Leistungssport verabschiedete sich der von Trainer Hubert Millonig betreute Topathlet im Jahr 2013 von der internationalen Bühne.
Pallitsch studierte Theologie und Germanistik an der Universität Wien. Sein Theologiestudium schloss er 2010 als Mag. theol. und sein Germanistikstudium im Jahr darauf als Mag. phil. ab. Von 2014 bis 2016 war er Promotionsstipendiat am Zentrum für Literatur- und Kulturforschung in Berlin. 2019 wurde er zum Doktor der Philosophie promoviert. Er ist Lehrer am Gymnasium der Diözese Eisenstadt Wolfgarten, wo er zuvor, und zwar im Jahr 2003, selber die Matura abgelegt hatte. Zudem unterrichtet er an der Privaten Pädagogischen Hochschule Burgenland in Eisenstadt. Pallitsch ist Verfasser von Publikationen im Bereich deutsch-jüdischer Literatur sowie zum Verhältnis von Literatur und Religion.

## Auszeichnungen
- 2021: Preis der Burgenland Stiftung Theodor Kery in der Kategorie Geisteswissenschaft[14]

## Schriften (Auswahl)
- Die Aussendungsworte im Matthäusevangelium vor dem Hintergrund von Mission und Propaganda. Ein Beitrag zum Antagonismus von Mt 10,5–15 und 28,16–20. Universität Wien, Diplomarbeit, Wien 2010.
- Konturen der Hiobsgestalt in der Lyrik von Nelly Sachs. Universität Wien, Diplomarbeit, Wien 2011.
- Entkleidung als Trauergeste. Der Fall Jakob. In: Christine Kutschbach (Hrsg.): Von Kopf bis Fuß. Bausteine zu einer Kulturgeschichte der Kleidung. Kulturverlag Kadmos, Berlin 2015, ISBN 978-3-86599-289-5, S. 236 ff.
- Das Narrativ der Entblößung im Spiel. Überlegungen zur Grazie und Perversion derselben anhand Kant, Schiller und Kleist. In: Martin Tschiggerl (Hrsg.): Medienkulturen des Sports. Ferstl & Perz Verlag, Wien 2017, ISBN 978-3-90280-320-7, S. 115 ff.
- Das Nachleben des Propheten Jeremia bei Stefan Zweig und Franz Werfel. Universität Wien, Dissertation, Wien 2019; veröffentlicht De Gruyter, Berlin/Boston 2024, ISBN 978-3-111-34774-5.
- (Hrsg.): Jüdische Wurzeln und pädagogischer Auftrag – der sogenannte Wolfgarten. edition lex liszt 12, Oberwart 2021, ISBN 978-3-99016-196-8.